# راهب عشق (فیلم ۱۹۷۱)
راهب عشق (به انگلیسی: Prem Pujari) فیلمی هندی محصول سال ۱۹۷۱ و به کارگردانی دو آناند است. در این فیلم بازیگرانی همچون دو آناند، وحیده رحمان، شاتورگان سینها، زاهیدا، مادان پوری، پریم چوپرا، نظیر حسین، ساچین و آمریش پوری ایفای نقش کرده‌اند.